# Pyramiden - Gåtan vid Nilens strand
Pyramiden - Gåtan vid Nilens strand (i original Pyramid: Challenge of the Pharaoh's Dream) är ett datorspel från 1996 utvecklad av McGraw-Hill Home Interactive och Dream Quest, utgiven i Sverige av Knowledge Adventure och Levande Böcker.

## Handling
Huvudpersonen är en berömd arkeolog som år 1907 hittar en hemlig ingång till en egyptisk faraos pyramid. När han öppnar ingången åker han djupt in i mörkret. Senare när han vaknar är han tillbaks på samma plats, men pyramiden finns inte kvar. Han får veta att han har rest 4 000 år tillbaka i tiden och får i uppdrag av Farao att bygga en pyramid som ska stå klar inom hans livstid.
Arkeologen förflyttas till en plats där han möter gudarna Ra och Anubis som ger arkeologen hjälp. Ra ger honom en skarabé som guide. Spelet är riktat till barn för att lära spelaren om Egyptens historia, det förekommer en anteckningsbok under spelet som uppgraderas när spelaren ser sig omkring eller plockar fram föremål. Spelaren utsätts för utmaningar och får delta i en del minispel, som till exempel senet och lösa pussel.

## Uppgifter
Arkeologen anländer till den plats där pyramiden ska stå, samtidigt stjäl en man arkeologens väska. Under tiden stöter han på Venomar, en av de figurer som planerar att hindra planerna på att bygga pyramiden, och Dendara, Faraos syster som blir vän med arkeologen.
Varje gång han klarar en uppgift belönas han med ett bevis på att han klarade det.